# ريان كاليش
ريان كاليش (بالإنجليزية: Ryan Kalish) هو لاعب كرة قاعدة أمريكي، ولد في 28 مارس 1988 في Northridge, Los Angeles ‏ في الولايات المتحدة.

## وصلات خارجية
- ريان كاليش على موقع دوري كرة القاعدة الرئيسي (الإنجليزية)
- ريان كاليش على موقعبيزبول رفرنس.كوم (الدوري الرئيسي) (الإنجليزية)
- ريان كاليش على موقعبيزبول رفرنس.كوم (الدوري الثانوي) (الإنجليزية)
- ريان كاليش على موقع إي إس بي إن.كوم (أم.أل.بي) (الإنجليزية)
- ريان كاليش على موقع مشجعي الرسوم البيانية (الإنجليزية)